# Джастін Лонг
Джастін Джекоб Лонг (англ. Justin Long) (2 червня 1978, Ферфілд, Коннектикут, США) — американський актор, сценарист, продюсер, кінорежисер.

## Біографія
Народився 2 червня 1978 року в Ферфілді. Майбутній актор виріс в сім'ї театральної актриси і викладача університету. Виховувався Джастін Лонг за суворими релігійними правилами, батьки були католиками. Джастін деякий час навчався в школі єзуїтів в Фейрфілд.
Після закінчення школи (англ. Fairfield College Preparatory School) в Ферфільді, Джастін продовжив навчання в знаменитому коледжі Вассара (англ. Vassar College), який готує найкращих комедійних акторів, і також входив до складу комедійної групи коледжу (англ. LaughingStock). Саме тут вперше проявилася пристрасть Лонга до театру — він грає в аматорських спектаклях, працює з молодими акторами як театральний інструктор. З 1992 року, в 14-річному віці Джастін Лонг вперше вступив на знімальний майданчик і почав з цього часу, зніматися в телесеріалах. Найуспішнішим для його акторської кар'єри виявився серіал «Ед» (2000—2004), який знімався телекомпанією NBC. Перша роль у кіно в 1999 році — Брендон Вігер у фільмі «У пошуках галактики». Знімався в знаменитій картині жахів «Джіперс Кріперс», але все життя мріяв про серйозну драматичну роль, яку досі зіграти не вдалося. На даний момент багато знімається в комедіях. Також відомий у ролі комп'ютера Mac в коротких рекламних відеороликах «Get a Mac».
З 2013 року Джастін Лонг зустрічався з Амандою Сейфрід. У 2015 році пара розійшлась.

## Фільмографія

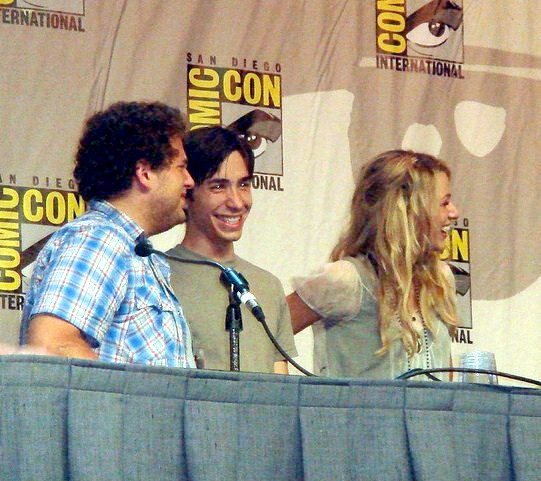
(зліва-направо) Джона Хілл, Лонг і Блейк Лайвлі на промоції Прийнято в Comic-Con в 2006

| Рік       | Фільм                                                 | Роль                                         | Примітки                                                |
| --------- | ----------------------------------------------------- | -------------------------------------------- | ------------------------------------------------------- |
| 1999      | У пошуках галактики                                   | Брендон                                      |                                                         |
| 2001      | Happy Campers                                         | Donald                                       |                                                         |
| 2001      | Джиперс Кріперс                                       | Даррі Дженнер                                |                                                         |
| 2002      | Перехрестя                                            | Henry                                        |                                                         |
| 2003      | Джиперс Кріперс 2                                     | Darry Jenner                                 | камео                                                   |
| 2004      | Raising Genius                                        | Hal Nestor                                   |                                                         |
| 2004      | Hair High                                             | Dwayne                                       | голос                                                   |
| 2004      | Вишибайли                                             | Джастін Редман                               |                                                         |
| 2004      | Wake Up, Ron Burgundy: The Lost Movie                 | Chris Harken                                 |                                                         |
| 2005      | Robin's Big Date                                      | Robin                                        |                                                         |
| 2005      | Велика жратва                                         | Dean                                         |                                                         |
| 2005      | Гербі: Шалені перегони                                | Кевін                                        |                                                         |
| 2006      | The Sasquatch Gang                                    | Zerk Wilder                                  |                                                         |
| 2006      | Dreamland                                             | Mookie                                       |                                                         |
| 2006      | Розлучення по-американськи                            | Christopher                                  |                                                         |
| 2006      | Нас прийняли!                                         | Bartleby «B» Gaines                          |                                                         |
| 2006      | Ідіократія                                            | Dr. Lexus                                    | камео                                                   |
| 2007      | Міцний горішок 4.0                                    | Matt Farrell                                 |                                                         |
| 2007      | Досягти Терри                                         | Senn                                         | голос                                                   |
| 2007      | Елвін та бурундуки                                    | Alvin                                        | голос                                                   |
| 2007      | Walk Hard: The Dewey Cox Story                        | George Harrison                              |                                                         |
| 2008      | Снігова людина                                        | Junior                                       |                                                         |
| 2008      | Just Add Water                                        | Spoonie                                      |                                                         |
| 2008      | Зак і Мірі знімають порно                             | Brandon                                      |                                                         |
| 2008      | Ананасовий експрес                                    | Justin                                       | видалена сцена                                          |
| 2009      | Обіцяти — ще не одружитись                            | Alex                                         |                                                         |
| 2009      | Still Waiting...                                      | Dean                                         | не зазначений у титрах                                  |
| 2009      | Taking Chances                                        | Chase Revere                                 | відразу на відео                                        |
| 2009      | Це розлучення!                                        | Тодд                                         |                                                         |
| 2009      | Затягни мене до пекла                                 | Clay                                         |                                                         |
| 2009      | Приколісти                                            |                                              | камео                                                   |
| 2009      | Планета-51                                            | Lem                                          | голос                                                   |
| 2009      | Старі пси                                             | Adam Devlin                                  |                                                         |
| 2009      | Життя за межею                                        | Paul                                         |                                                         |
| 2009      | Елвін і Бурундуки 2                                   | Alvin                                        | голос                                                   |
| 2009      | Beyond All Boundaries                                 | Corp. James R. Garrett / Sgt. John H. Morris | голос                                                   |
| 2010      | Бунтівна юність                                       | Пол Сондерс                                  |                                                         |
| 2010      | На відстані кохання                                   | Гаррет                                       |                                                         |
| 2010      | Альфа і Омега: Кликаста братва                        | Humphrey                                     | голос                                                   |
| 2010      | Змовниця                                              | Nicholas Baker                               |                                                         |
| 2011      | Новенька                                              | Paul                                         |                                                         |
| 2012      | Movie 43                                              | Fake Robin                                   |                                                         |
| 2012      | 10 років потому                                       | Marty Burn                                   |                                                         |
| 2013      | Мама                                                  | Адам                                         | Епізод: «A Small Nervous Meltdown and a Misplaced Fork» |
| 2013      | iSteve                                                | Стів Джобс                                   | оригінальне відео від сайту Funny or Die                |
| 2013      | Випадок із тобою                                      | Сем                                          |                                                         |
| 2013      | двійник                                               | Холт Малліган                                |                                                         |
| 2013      | Прогулянки з динозаврами                              | Патчі                                        | голос                                                   |
| 2014      | Вероніка Марс                                         | П'яний Wingman                               |                                                         |
| 2014      | Невідомий Gyrl                                        |                                              |                                                         |
| 2014      | Комета                                                | Dell                                         |                                                         |
| 2014      | Бивень                                                | Воллес Брітон                                | Остання роль у тілі людини                              |
| 2017      | Ви хочете побачити мертве тіло?                       | камео                                        | серіал, 1 епізод                                        |
| 2016-2018 | Небесна академія                                      | Спайро (голос)                               | мультсеріал, 38 епізодів                                |
| 2018      | Duck: A Film by Kevin Bacon                           | Джастин                                      | короткометражний                                        |
| 2018      | Коннери                                               | Ніл                                          | серіал, 2 епізоди                                       |
| 2015-2019 | П'яна історія                                         | Ренді, Елмер Мак-Керді, Арно Пензіас         | серіал, 3 епізоди                                       |
| 2019      | Безпечна територія                                    | Джон Кон                                     |                                                         |
| 2019      | The Investigation: A Search for the Truth in Ten Acts | Джеймс Комі                                  | відеофільм                                              |
| 2019      | Хвиля                                                 | Френк                                        |                                                         |
| 2019      | Гравці                                                |                                              | серіал, 2 епізоди                                       |
| 2019      | Джей та Мовчазний Боб: Перезавантаження               | адвокат                                      |                                                         |
| 2019      | Гірі/Хаджі                                            | Вікерс                                       | серіал, 8 епізодів                                      |
| 2021      | Калейдоскоп жахів                                     | Саймон Шерман                                | серіал, 1 епізод                                        |
| 2021      | Господиня маєтку                                      | Макс Кемерон                                 | також режисер і сценарист (разом із братом Крістіаном)  |
| 2021      | Наступна велика справа Арчібальда                     | пан Сканкмеєр (голос)                        | мультсеріал, один епізод                                |
| 2021      | Володарі Всесвіту: Одкровення                         | Робото                                       | голос                                                   |
| 2015-2021 | С означає сім'я                                       | Кевін Мерфі, Фінеас, Чак Савіцкі             | серіал, 44 епізоди                                      |
| 2022      | Дім темряви                                           | Геп Джексон                                  |                                                         |
| 2022      | Варвар                                                | Ей Джей Гілбрайд                             |                                                         |
| 2022      | Клерки 3                                              | медбрат                                      |                                                         |
| 2022      | Різдво з Кемпбеллами                                  | Девід                                        |                                                         |
| 2023      | Любий Девід                                           | Брайс                                        |                                                         |
| 2023      | Це чудовий ніж                                        | Генрі Вотерс                                 |                                                         |
| 2023      | Дрижаки                                               | Натан Братт                                  | серіал, 7 епізодів                                      |